# مغامرات هكلبيري فين
مغامرات هكلبيري فين (وتعرف أيضاً بهكلبيري فين أو هاك فين) وهي رواية من تأليف مارك توين والتي نشرت في شهر كانون أول من العام 1884. وهي تعد أحد أعظم الروايات الأمريكية، وهي من أول الأعمال الروائية التي كتبت باللغة العامية ذات الصبغة الشعبية المحلية. وهي رواية بصيغة المتكلم يرويها هكلبيري "هاك" فين أحد أفضل أصدقاء توم سوير، وهو الراوي نفسه في روايتين أخرى ين من روايات توين.
تتميز الرواية بوصفها المفعم بالحيوية للأشخاص والأماكن على طول نهر الميسيسيبي، وهو تمثل تهكماً ونقداً للمجتمع الأمريكي في جنوب الولايات المتحدة قبل الحرب الأهلية، وتوجه الرواية نقداً لاذعاً لبعض التوجهات السائدة في ذلك الحين وخاصة التمييز العرقي. وتعد صورة هاك وصديقه جيم الذي كان عبداً هارباً من سيده في رحلتهما على نهر الميسيسيبي على الطوف أجمل رمز لمفهوم الهروب والتحرر من ربقة العبودية في جميع أعمال الأدب الأمريكي.
اشتهر العمل بين جمهور القراء منذ صدوره وهو ما زال موضوع بحث ودراسة لدى العديد من النقاد الأدبيين. وقد وجه للرواية بعد الانتقادات خاصة فيما يتعلق باللغة المستخدمة واستخدام بعض الصور النمطية العرقية والذي كان واضحاً عبر استخدام بعض الألقاب العرقية.
تعد الرواية تكملة لرواية مغامرات توم سوير لنفس المؤلف.

## ملخص الرواية

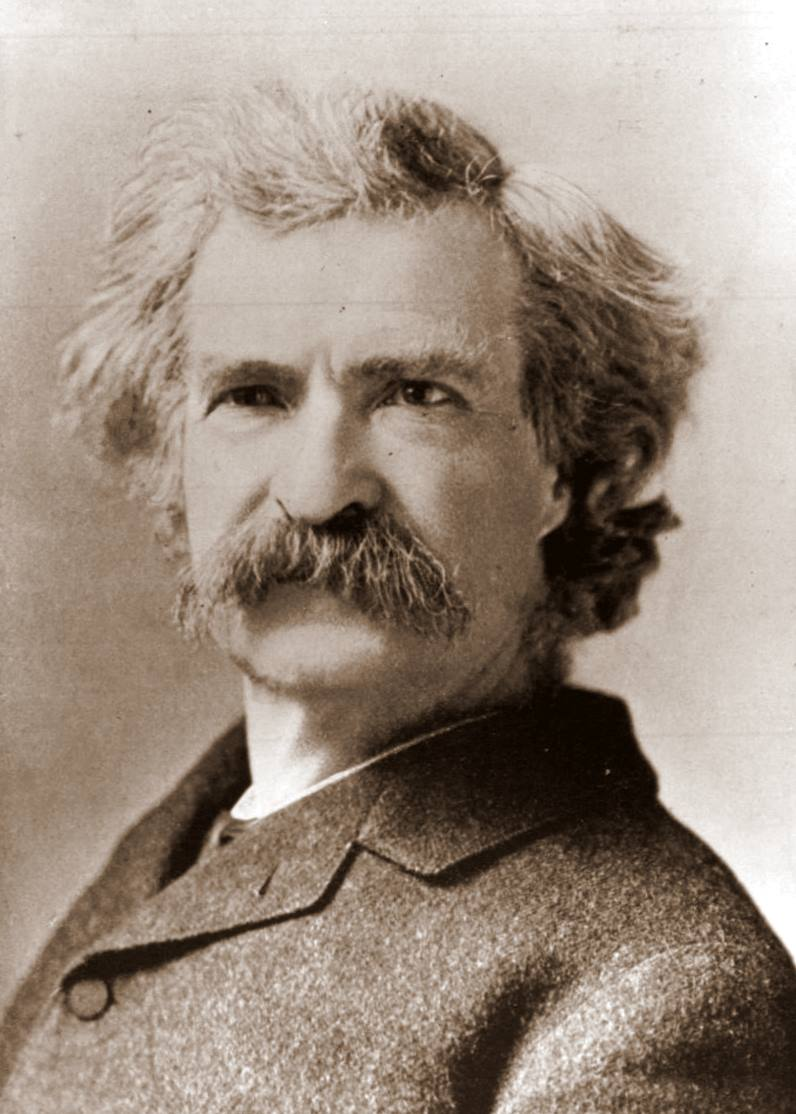
مارك توين

تبدأ القصة في مكان من نسج خيال الكاتب يدعى سانت بيترسبيرغ، ميسوري، على ضفاف نهر الميسيسيبي. كان الصبيان توم سوير وهكلبيري فين قد جمعا مبلغاً جيداً من المال من مغامراتهما السابقة (مغامرات توم سوير). وكان هاكلبيري تحت رعاية السيدة دوجلاس والتي كانت تسعى جاهدة مع أختها الآنسة واتسون أن تغير من طباعه وتجعله أكثر تحضراً وأرقى طبيعة. وكان هاك يقدر جهودهما ولكنه كان يرى في ذلك تقييداً لحياته لا يرغب فيه. ويظهر توم سوير في بداية القصة ليساعد هاك على الهرب من المنزل. ويجتمع الصبيان مع المجموعة التي كان يلتقي معهم توم سوير والذين كانوا يخططون بعض الجرائم في مغامراتهم.
وتتغير حياة هاك رأساً على عقب عند الظهور المفاجئ لأبيه الكسول وعديم الحيلة «باب»، وكان رجلاً سيء الأخلاق دائم السكر. وبالرغم من نجاح هاك في منع أبيه من الحصول على ما كسبه من مال إلا أن باب يأخذ هاك ليكون تحت رعايته وينتقل به إلى ناحية من الغابة حيث يغلق عليه الكوخ ويسجنه فيه. إلا أنه هاك يهرب من الكوخ ويتوجه نحو نهر الميسيسيبي.

### البيت العائم وهاك بشخصية بنت

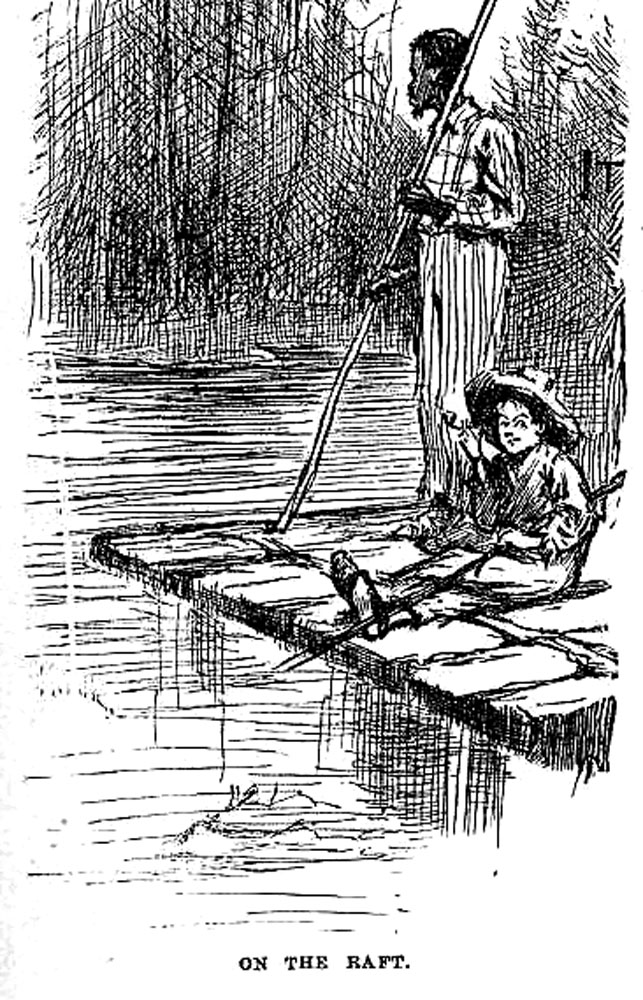
هاك وجيم على الطوف

يلتقي هاك بالخادم الذي كان يعمل لدى الآنسة واتسون، جيم، في جزيرة تدعى جزيرة جاكسون، ويخبره بأنه قد هرب من عندها بعد أن سمع أن الآنسة واتسون ستبيعه لعائلة قرب نهاية النهر حيث أوضاع العبيد هنالك أسوأ بكثير.
كان يحاول جيم الذهاب إلى منطقة القاهرة، إلينوي والتي لا يوجد فيها رق، وكان هاك في البداية معارضاً لأن يصبح جيم رجلاً حراً، ولكن بعد أن تنقلاً مع بعضهما وتبادلاً أطراف الحديث بعمق وعرف هاك الكثير عن حياة جيم وماضيه، وساعد ذلك في تغيير بعض الأفكار التي يعتقدها هاك حول الناس والرق والحياة بمجملها، ويستمر هذا التغيير خلال الرواية بأكملها.
ويلجأ هاك وجيم إلى مغارة على أحد التلال في جزيرة جاكسون للاختباء من عاصفة قوية، وكانا يذهبان نحو النهر كلما تمكنا لإحضار بعض الطعام والحطب وغيرها من المواد التي قد يحتاجون إليها، وفي أحد الليالي يعثرون على طوف خشبي فيأخذونه ويستخدمونه لاحقاً للسفر عبر نهر الميسيسيبي. وبعد ذلك يجدون بيتاً بأكمله عائماً على النهر، فيدخلان إلى ذلك البيت ليأخذوا ما أمكنهم منه، ولكن حين دخل جيم إحدى الغرف رأى باب (والد هاك) ميتاً وملقى على الأرض، ويظهر على ظهره أثر رصاصة أصيب بها وهو يحاول على ما يبدو أن يسرق البيت. ما يفعله جيم في هذه اللحظة هو منع هاك من النظر إلى وجه الرجل ولا يخبره بأنه أباه.
كان يريد هاك أن يعرف ما يدور في المنطقة حوله من أخبار الناس فذهب متنكراً بزي بنت (سارة ويليامز) ويتوجه إلى المدينة. يدخل هاك إلى بيت امرأة انتقلت مؤخراً إلى المدينة ظناً منه أنها لن تعرفه، وبينما بدأ الحديث بينهما أخبرته المرأة أن هنالك مكافأة قدرها 300 دولار لجيم لأنه متهم بقتل هاك. وتبدأ المرأة بالشك في جنس هاك وعندما رأت أنه لا يحسن استخدام إبرة الخياطة تجر قدمه ليكشف عن شخصيته ولكنه يلوذ بالفرار. يعود هاك إلى الجزيرة ويخبره بما سمع فيجهز الاثنان أنفسهما ويغادران الجزيرة.

### عائلة جرانجرفورد وعائلة شيبردسون
يضل هاك وجيم وجهتهما نحو إلينوي ويغرق الطوف عند مرور باخرة فينفصل الاثنان عن بعضهما ويأوي هاك إلى عائلة جرانجرفورد وهي من العائلات الثرية ويكون علاقة مع باك جرانجرفورد وهو صبي في مثل عمره.
يكون هنالك عداوة وثأر بين هذه العائلة وعائلة أخرى وهي عائلة شيبردسون منذ 30 عاماً. ويبلغ الصراع الدموي ذروته الكبرى حين تهرب أخت باك مع أحد أفراد عائلة شيبردسون ويتسبب النزاع في مقتل جميع الرجال والصبيان في عائلة جرانجرفورد ومن بينهم باك. تأثر هاك بذلك تأثراً عميقاً ويصف كيف نجى هو من القتل المحتم.
يجتمع هاك بعد ذلك مع جيم ويذهبان معاً نحو الجنوب على نهر الميسيسيبي.

### الدوق والملك
في طريقهما إلى جنوب يصعد إلى الطوف رجلان ماكران أنقذهما هاك وجيم، أحدهما يعرف نفسه بأنه ابن دوق إنجليزي (دوق بريدج ووتر) وولي العهد الشرعي بعد والده، أما الرجل الآخر فهو كبير في السن ويقول أنه الملك الأحق بعرش فرنسا. ويرغم الدوق والملك جيم وهاك على أن يرحلا معهما بعد أن نالا ثقتهما. وتحدث معهما بعض المغامرات التي لعب فيها الدوق والملك دوراً ماكراً للحصول على ورثة شخص كان قد توفي وادعيا أنهما إخوة للمتوفى (بيتر ويلكس)، ولكن هاك يسرق المال منهما بعد أن اكتشف حيلتهما ووضعه في نعش ويلكس، وافتضح أمرهما بعد أن جاء الأخوان الحقيقيان لويلكس فلاذا بالفرار.

### هروب جيم
هرب الأربعة نحو الجنوب، وعند ذهاب هاك إلى قرية قريبة يقوم الملك بتقييد جيم وبيعه. فثارت ثائرة هاك عندما رأى الخيانة التي ارتكبها الملك ولكن ضميره كان يخبره بأنه إن ساعد جيم على الفرار مرة أخرى واستعادة حريته فإنه يكون يسرق ملكية الآنسو واتسون، ولكنه عزم وقال: «لا بأس، فلأذهب إلى الجحيم». وذهب لفك أسر جيم.
يعلم هاك عند وصوله إلى المنزل الذي يتواجد فيه جيم أن الملك قد باعه في أحد حانات الخمر مقابل 40 دولاراً. ويكتشف هاك في مصادفة عجيبة أن من اشترى جيم هما السيد والسيدة فيلبس، وهما أقارب توم سوير، وكانا يتوقعان وصول توم سوير لزيارتهما. فعندما يرى السيد والسيدة فيلبس هاك، يظنان أنه توم فيدخل إلى المنزل ويلعب ويحاول أن يجد طريقة ليفك أسر جيم. وبعد وهلة يصل توم سوير إلى المنزل، إلا أنه تظاهر بأنه «سيد» وهو الأخ الأصغر لتوم، ويكمل الخدعة مع هاك.

## خاتمة القصة
تتطور أحداث القصة بعد ذلك بشكل متسارع، فتأتي العمة بولي وتكشف عن هوية هاك وتوم الحقيقية، ويخبر توم بأن جيم قد كان طليقاً لأشهر عديدة وأن السيدة واتسون قبل وفاتها أعتقته. وأخبر جيم هاك بموت والده وأنه يمكنه أن يعود للعيش إلى بيترسبيرغ بدون مشاكل. وفي النهاية يخبر هاك عن سعادته بأنه قد أكمل كتابة حكايته وبالرغم من محاولات عائلة توم أن تتبناه وتحضره إلا أنه عازم على الذهاب غرباً نحو المناطق الهندية.

## المواضيع الأساسية
كتب توين رواية تجسد البحث عن الحرية. وكانت الرواية قد كتبت بعد فترة الحرب الأهلية الأمريكية عندما كانت ردة الفعل من البيض عنيفة ضد السود. وكان توين يحاول أن ينتقد بشكل واضح التمييز العرقي والفصل العنصري المتزايد والنظرة الشائعة بأن السود لا يصلحون إلا أن يكونوا عبيداً. فأوضح من خلال شخصية جيم عن صفاته الإنسانية السامية وعاطفته العميقة وكم أنه متشوق للحرية.
يظهر في الرواية حالة الصراع الأخلاقي الذي يعيشه هاك بين القيم المسلمات في المجتمع الذي يعيش به، فضميره غير قادر في البداية على دحض هذه القيم والتي تبقى حاضرة دائمة في ذهنه، إلا أنه في النهاية يقدم على خيار أخلاقي بناء على العلاقة التي تربطه مع جيم كصديق وإدراك قيمته كإنسان، مع أنه مثل هذه القرارات لا تتوافق مع الأمور التي تعلمها منذ صغره.